# Costante Gris
Costante Gris (Venezia, 17 gennaio 1843 – Mogliano Veneto, 1º ottobre 1925) è stato un ingegnere e filantropo italiano, fu sindaco di Mogliano Veneto dal 1878 al 1886 e fondatore del locale pellagrosario. Per poter far fronte al dilagante problema della pellagra, riuscì, grazie all'appoggio di altri benefattori, ad acquistare villa Torni per istituirvi l'ospedale, inaugurato il 21 ottobre 1883 e da lui diretto fino all'anno della sua morte.

## Biografia
I Gris di Venezia provenivano dall'Austria, la famiglia di origine possedeva a Innsbruck delle fabbriche di armi ed era conosciuta per l'estrazione e lavorazione di materiali ferrosi.
Nel 1797 con il trattato di Campoformido ebbe fine la Repubblica di Venezia i cui territori passarono in buona parte all'Austria e molti appartenenti alla famiglia Gris scesero nel Veneto occupandosi in molti casi della estrazione e lavorazione del ferro.
Il padre di Costante, Antonio (1804-1882), risiedeva presso il ponte delle Guglie a Venezia ed era un ricco commerciante titolare di tre drogherie e di laboratori per la produzione di cioccolata e candele nonché di terreni agricoli a Mogliano Veneto. Sposato con Elisabetta Gabrieli (1807-1892), ebbe cinque figli, quattro femmine e l'erede maschio Costante, continuatore designato delle attività.
Costante tuttavia non era di questa idea: il suo carattere indipendente, per nulla domato dagli anni trascorsi al Liceo Santa Caterina, poi Liceo Marco Foscarini, lo portò a richiedere ardentemente di continuare gli studi. Il padre lo accontentò e così nel 1866 si laureò all'Università degli studi di Padova in matematica a pieni voti.
Si formò culturalmente nello stesso clima di Luigi Luzzatti; verosimilmente ebbe come maestro Angelo Messedaglia, l'illustre professore le cui lezioni vertevano sul problema dell'integrazione tra le discipline morali e politiche e quelle fisico-matematiche, un insegnamento che Gris fece proprio come dimostra il suo interesse per gli studi statistici applicati alla realtà sociopolitica moglianese.
Come Luzzatti, l'esponente più in vista del socialismo della cattedra e della scuola Lombardo-Veneta, Gris sentiva fortemente il problema dei rapporti fra autorità e libertà, tra interventismo statale e iniziativa privata, tra libera concorrenza e vincoli correttivi, tra istanze etiche ed economiche. Queste esperienze culturali, unite all'influsso di un ambiente familiare austeramente borghese, ne condizionarono profondamente la personalità di uomo dal carattere complesso, apparentemente contraddittorio, difficile da inquadrare e da definire.
La frequentazione dell'Università degli Studi di Padova lo mise in contatto con altri personaggi che lasciarono un'impronta nella realtà veneta e italiana: Luigi Luzzatti, Giuseppe Toniolo, Vincenzo Stefano Breda, Elio Morpurgo, Leone Wollemborg, Fedele Lampertico. Essi erano in collegamento con l'Università degli Studi di Milano e propugnavano la necessità dell'intervento dello Stato nel campo economico e sociale.
Dopo la laurea iniziò a lavorare come ingegnere e poi come ispettore presso le Assicurazioni Generali di Venezia, fu capo dell'ufficio tecnico di diversi comuni del veneziano e svolse anche l'attività di procuratore di importanti aziende agricole come quelle del conte Giulay e del commendator Trezza.
Nel 1870 sposò Fanny Marani, una barese trapiantata a Venezia con il padre notaio, ebbero otto figli.
Poco prima di morire venne insignito dell'altissima onorificenza di Cavaliere mauriziano.

## Le opere
(Primo Simionato)
Gris fu eletto sindaco di Mogliano Veneto nel 1878, tale incarico lo mise ancor più a contatto diretto con la miserabile condizione della classe contadina e scelse anche di dedicarsi alla lotta contro la terribile pellagra.
Ebbe contatti e continua corrispondenza con Cesare Lombroso che aveva posto su basi scientifiche lo studio della malattia e sollecitò più volte l'intervento sia del prefetto che dei ministri dell'agricoltura e degli interni; di fronte alle scarse risposte ricevute fondò a Mogliano Veneto nel 1882 la ”Prima società italiana di patronato pei Pellagrosi“ con l'aiuto interclassista di proprietari terrieri, artigiani, prelati e coloni agricoli (apportarono il loro lavoro in luogo del denaro). Gris si delinea quindi come propugnatore di un originale tentativo di ricomposizione sociale incentrato sulla collaborazione riformista tra borghesia laica e masse popolari.
(Costante Gris)
Il pellagrosario fu inaugurato ufficialmente il 31 ottobre 1883 dopo l'acquisto di villa Torni ed è spesso indicato come il primo in Italia. In realtà quasi un secolo prima nel 1784 Giuseppe II d'Asburgo-Lorena fondò a Legnano l'Ospedale dei Pellagrosi affidato alla direzione di Gaetano Strambio senior per facilitare lo studio della nuova malattia e trovare un "rimedio specifico", un "metodo sicuro per guarirla".. Solo tre anni dopo però, quando l'accumularsi delle prove scientifiche prodotte da Strambio aveva reso evidente che soltanto con un buon vitto si riuscivano ad ottenere dei miglioramenti e che quindi non era possibile trovare una medicina specifica contro la pellagra, l'ospedale venne chiuso con il primo pretesto.
Scorrendo i nomi dei benefattori troviamo oltre al Re Umberto I di Savoia e alla Regina Margherita di Savoia, Enti morali, Comuni, gli onorevoli Luigi Luzzatti, Leopoldo Franchetti, Domenico Giuriati, i senatori Isacco Maurogonato Pesaro e Antonio De Reali, il pittore Luigi Nono, Cesare Musatti, i conti Papadopoli, i fratelli Volpi, Cesare Lombroso, Augusto e Alberto Olivetti, Alessandro Tornielli, Marco Trevisanato, Alberto Treves de Bonfili, il Vescovo di Treviso Giuseppe Callegari, diversi Parroci dei Comuni Veneti, tra i più noti.
Sin dall'inizio i ricoverati vennero seguiti anche da personale medico in quanto l'obiettivo era oltre alla cura anche la loro riabilitazione ed in tali attività si distinsero le suore dell'ordine delle Dorotee che con professionalità e dedizione svolsero per molti anni tale lavoro.
I ricoverati provenivano dalle province del Veneto di Venezia, Padova, Vicenza, Treviso e dalla provincia di Udine con le quali era stato definito un protocollo di cure e convenzionato i costi.
Nel 1890 venne riconosciuto come ente morale e subito dopo come IPAB, istituto pubblico di assistenza e beneficenza, lo Stato era finalmente entrato con la legge Crispi nella programmazione e controllo dell'aiuto sociale.
Gris fu orgoglioso di tale riconoscimento che consentiva di affrontare la terribile malattia con più risorse ma volle che un appartenente della famiglia Gris fosse sempre nominato nel consiglio di amministrazione a garanzia del mantenimento dei valori di solidarietà sociale fondanti l'Istituto.

## L'Istituto Costante Gris oggi
Per volontà del Consiglio di Amministrazione e delle istituzioni locali e statali dopo la morte del fondatore avvenuta nel 1925 in sua memoria e per riconoscimento generale delle numerose attività di beneficenza dallo stesso poste in essere, la società patronato per i pellagrosi prese il nome di “Istituto Costante Gris”.
Nel tempo le attenzioni e le attività dell'istituto si ampliarono con l'assistenza alle persone disagiate, alla popolazione infantile specializzandosi nella cura dei malati di mente non solo per effetto della malnutrizione dovuta alla pellagra (carenza di vitamina b presente negli alimenti - verdura latte e cereali) ma anche per la cura delle emergenti devianze sociali, nonché come casa di ricovero per anziani anche non autosufficienti e privi di sostegno economico, arrivò ad ospitare 600 persone con altrettanti dipendenti. Le persone assistite arrivano da tutta Italia e in collaborazione con il Ministero degli Esteri vengono accolte persone anche profughi da territori ex italiani.

Dal 2008, l'istituto si trova commissariato. Le criticità che hanno portato a questa situazione derivano dal prolungato conflitto tra la definizione sociale piuttosto che sanitaria dei ricoverati, il mancato pagamento delle rette da parte di molti enti pubblici e il mancato recepimento da parte della Regione Veneto del D.LVO 207/2001 che abroga la legge Crispi di fine ottocento, aggiornando le norme civilistiche e gestionali delle IPAB. Tutto ciò sta portando l'istituto verso una probabile corposa vendita di immobili e privatizzazione dell'attività.